# Parafia Miłosierdzia Bożego w Modlniczce
Parafia Miłosierdzia Bożego w Modlniczce – parafia rzymskokatolicka, znajdująca się w archidiecezji krakowskiej, w dekanacie Bolechowice. W parafii posługują księża diecezjalni. Według stanu na lipiec 2020 proboszczem parafii był ks. Józef Zwoliński. Parafia została erygowana w czerwcu 2020 roku. 